# Karine Vanasse
Karine Vanasse (Drummondville, 24 novembre 1983) è un'attrice canadese.
È nota per aver recitato nelle serie televisive statunitensi di successo Pan Am e Revenge.

## Filmografia

### Cinema
- Emporte-moi, regia di Léa Pool (1999)
- Le souper, regia di Martine Cadotte (1999) – cortometraggio
- Du pic au coeur, regia di Céline Baril (1999)
- Séraphin: un homme et son péché, regia di Charles Binamé (2002)
- Gioco di donna (Head in the Clouds), regia di John Duigan (2004)
- Sans elle, regia di Jean Beaudin (2006)
- Ma fille, mon ange, regia di Alexis Durand-Brault (2007)
- Polytechnique, regia di Denis Villeneuve (2009)
- Emma Fire, regia di David Latreille (2009) – cortometraggio
- L'enfant Prodige, regia di Luc Dionne (2010)
- Rhonda's Party, regia di Ashley Mckenzie (2010) – cortometraggio
- Angle Mort, regia di Dominic James (2011)
- Midnight in Paris, regia di Woody Allen (2011)
- Switch, regia di Frédéric Schoendoerffer (2011)
- I'm Yours, regia di Leonard Farlinger (2011)
- French Immersion, regia di Kevin Tierney (2011)
- Scarlet, regia di David Latreille (2012) – cortometraggio
- In solitario (En solitaire), regia di Christophe Offenstein (2013)
- All the Wrong Reasons, regia di Gia Milani (2013)
- X-Men - Giorni di un futuro passato (X-Men: Days of Future Past), regia di Bryan Singer (2014)
- Buddha's Little Finger, regia di Tony Pemberton (2015)
- The Forbidden Room, regia di Guy Maddin (2015)

### Televisione
- 2 frères – serie TV (2001)
- Mon meilleur ennemi – serie TV (2001)
- Un homme mort – serie TV (2006)
- October 1970 – miniserie TV (2006)
- Maria Antonietta (Marie-Antoinette) – film TV (2006)
- Trauma – serie TV (2011)
- Killer Wave – miniserie TV (2011)
- Pan Am – serie TV, 14 episodi (2011-2012)
- Revenge – serie TV, 42 episodi (2013-2015)
- Cardinal – serie TV, 24 episodi (2017-2020)

## Doppiatrici italiane
- Valentina Mari in Pan Am, Revenge
- Connie Bismuto in Gioco di donna
- Francesca Guadagno in Maria Antonietta
- Serena Sigismondo in Polytechnique
- Olivia Manescalchi in Cardinal